# Stora Skarntjärnen
Stora Skarntjärnen är en sjö i Härryda kommun i Västergötland och ingår i Kungsbackaåns huvudavrinningsområde.